# Jüdischer Friedhof Alsbach

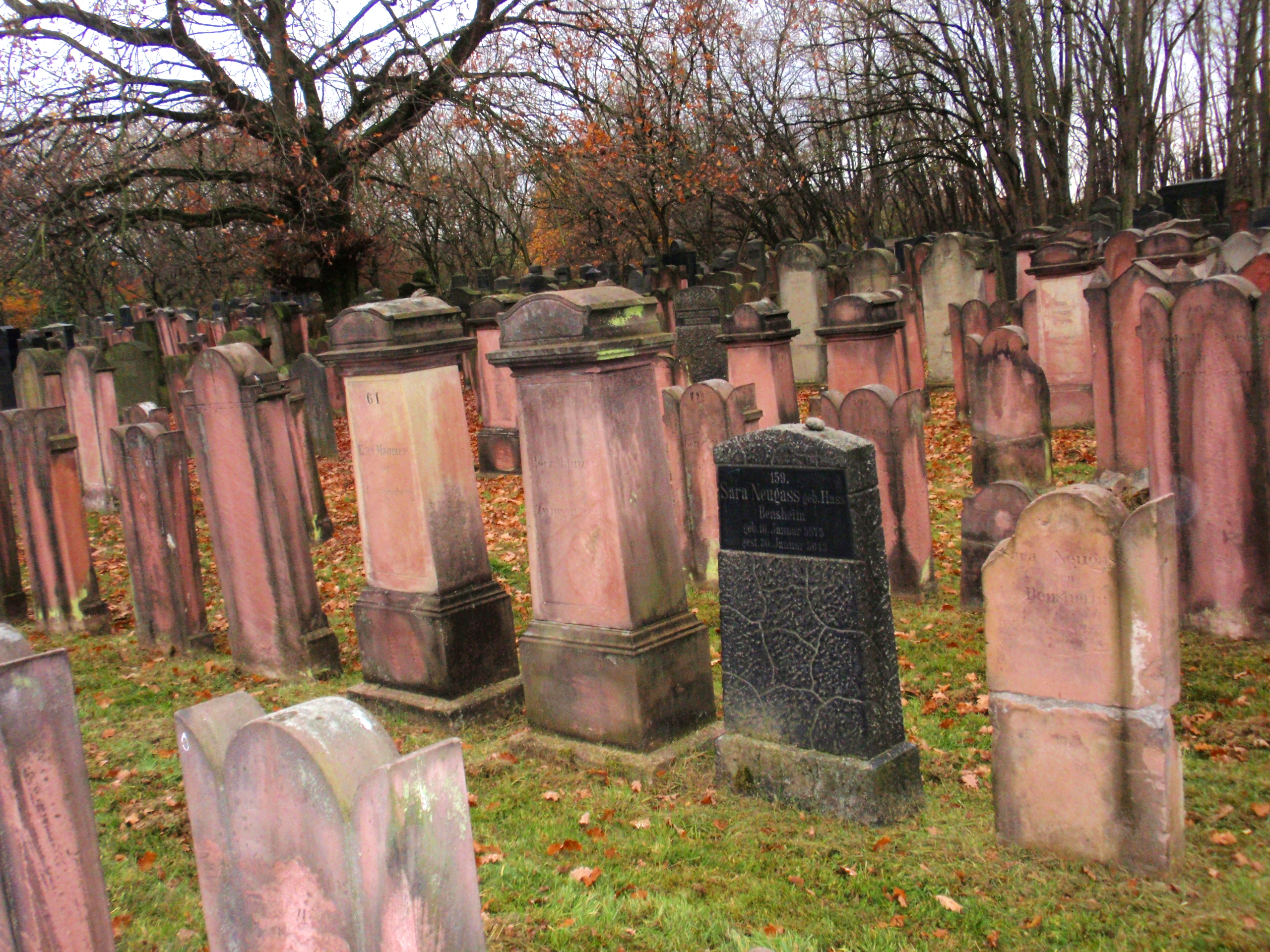
Der jüdische Friedhof in Alsbach

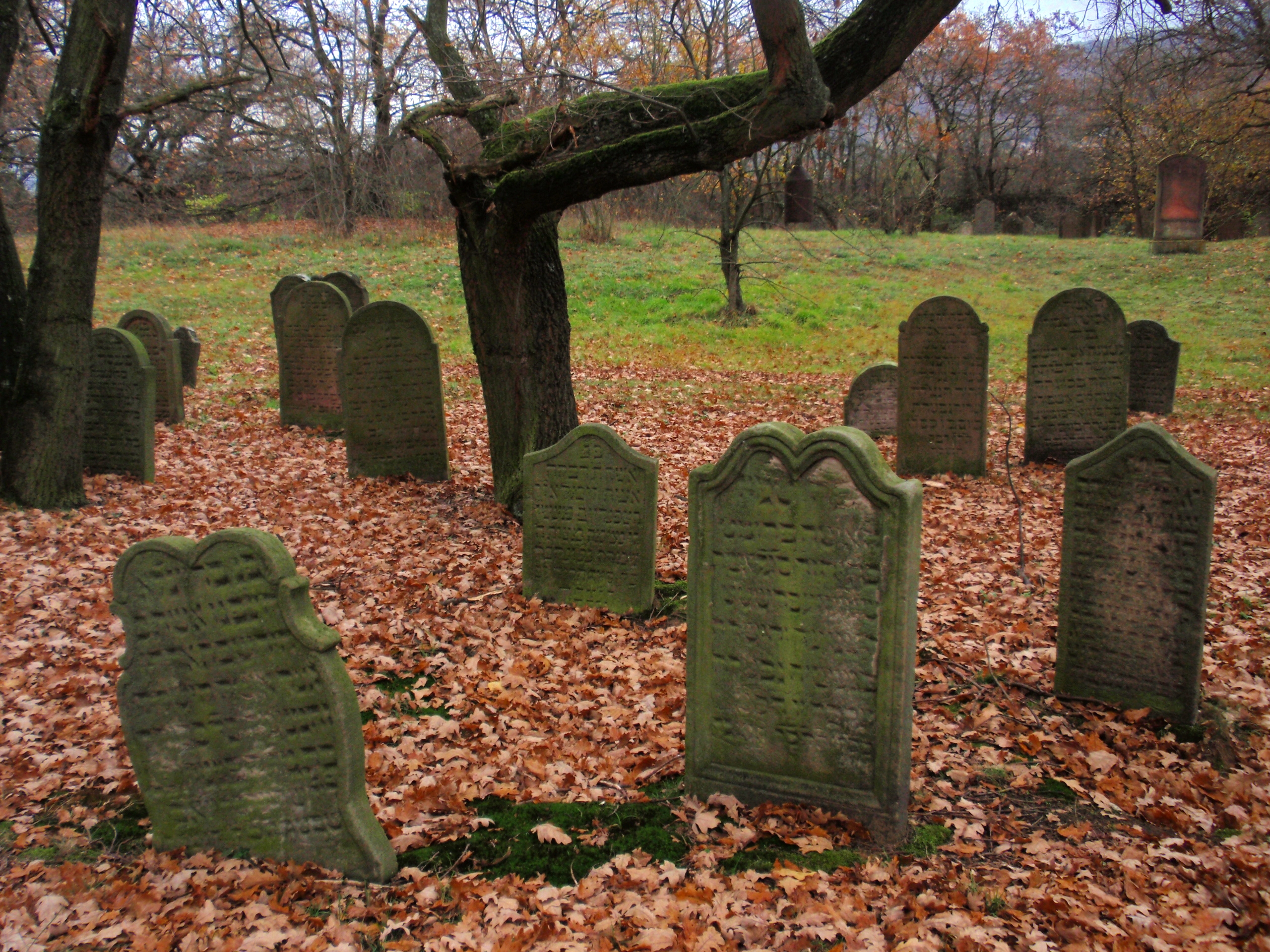
Der älteste Teil des Friedhofs

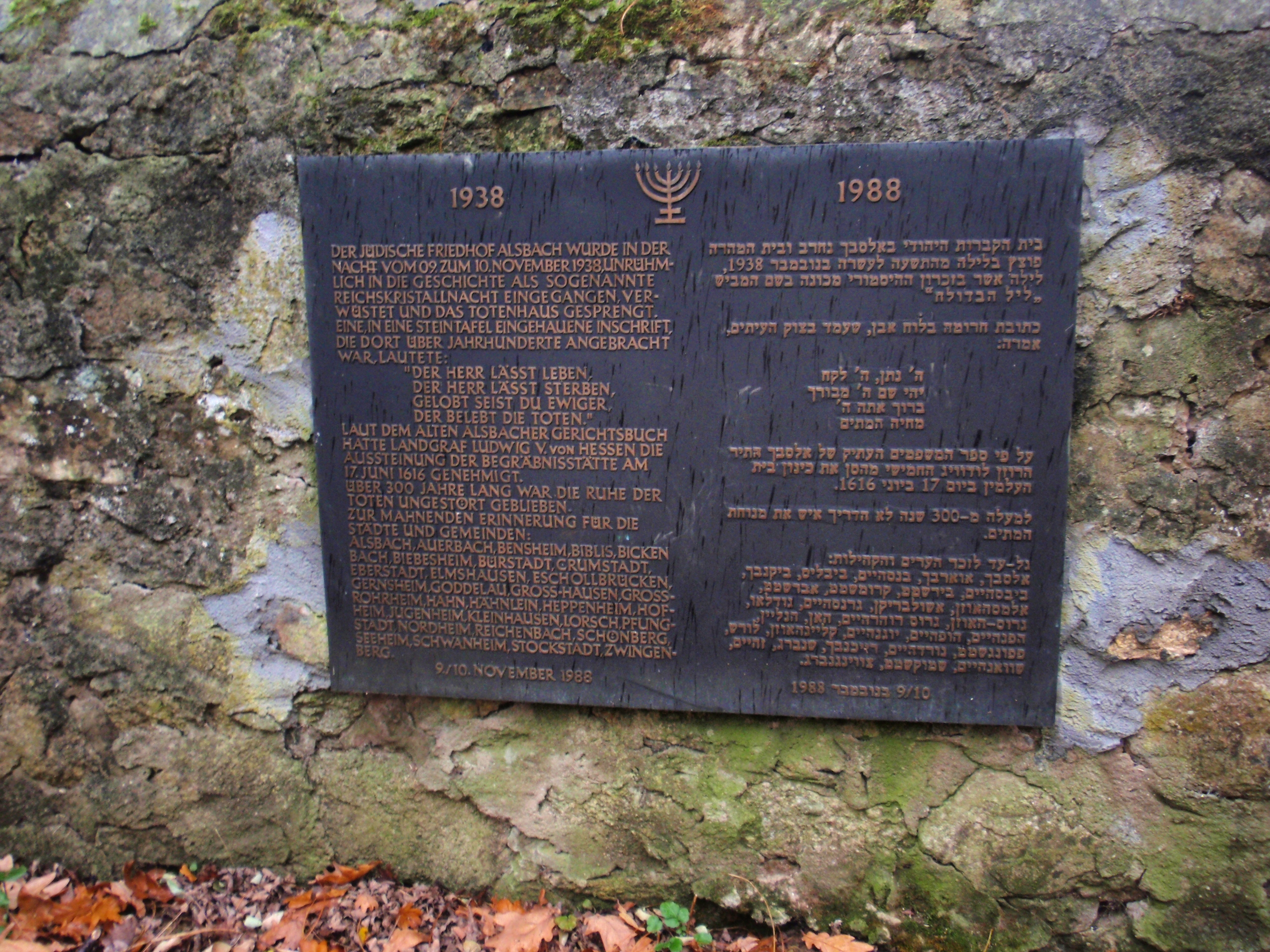
Die Gedenktafel aus dem Jahr 1988

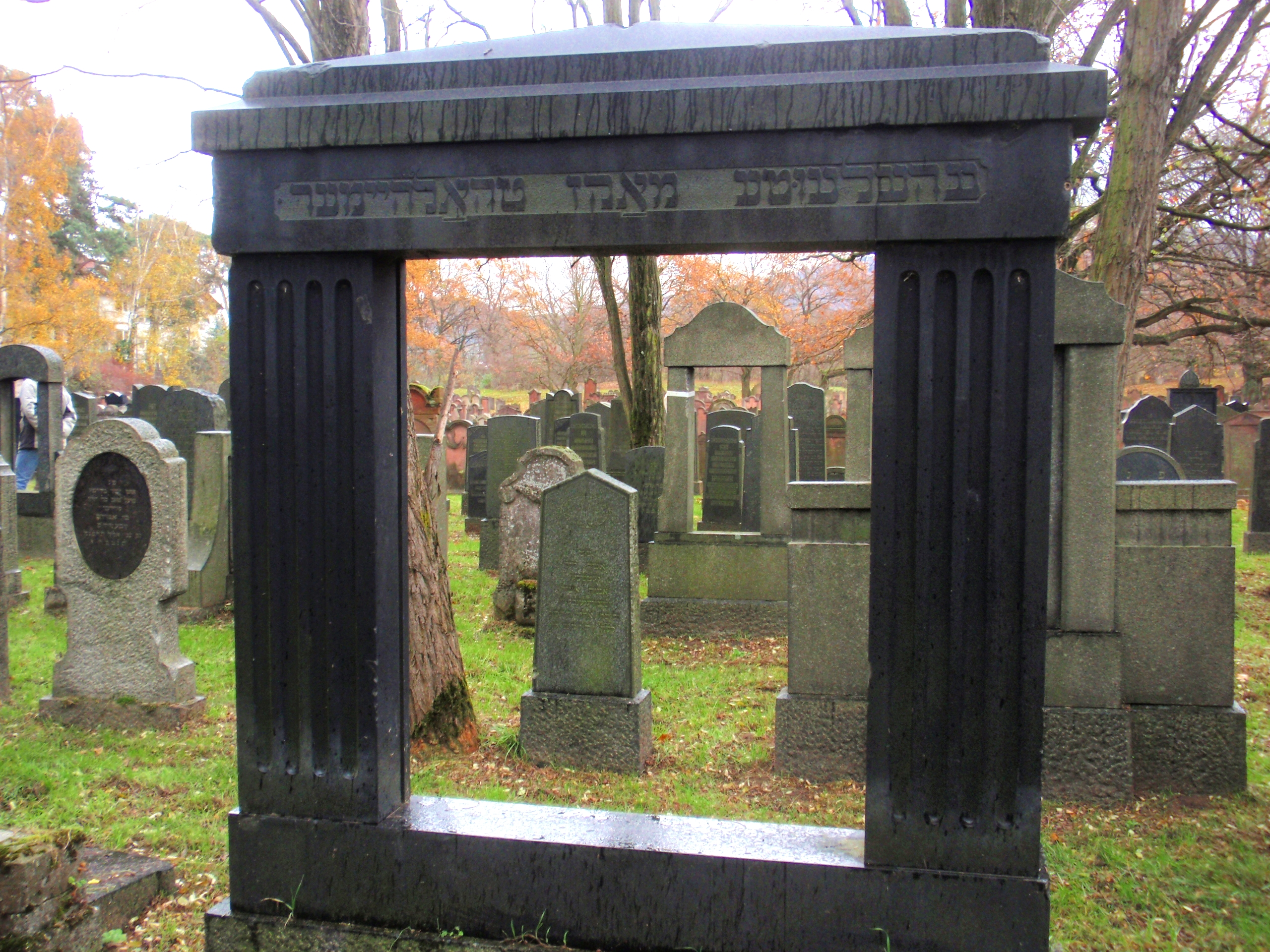
Der jüdische Friedhof in Alsbach

Der jüdische Friedhof der Gemeinde Alsbach-Hähnlein an der Bergstraße, zwölf Kilometer südlich von Darmstadt, ist einer der ältesten und größten in der Region. Er erstreckt sich über das Areal zwischen der östlich gelegenen Bundesstraße 3 zwischen Darmstadt und Heidelberg im Osten und der westlich gelegenen Bahnlinie zwischen denselben Städten, direkt nördlich der Landstraße zwischen den Ortsteilen Alsbach und Hähnlein. 

## Geschichte
Die ersten schriftlichen Belege über den Friedhof finden sich aus den Jahren 1423 und 1563 in alten Alsbacher Rechnungsbüchern. Das Friedhofsgelände, das ursprünglich weniger als einen viertel Hektar betrug, wurde in den Jahren 1743, 1793 und 1858 erweitert und umfasst bis jetzt eine Fläche von etwas mehr als 22.600 Quadratmetern. Nach der Kommission für die Geschichte der Juden in Hessen hat der Friedhof aus den Jahren von 1615 bis 1948 insgesamt 2.128 erhaltene Grabsteine – eine unbekannte Zahl weiterer Gräber wurde in der Zeit des Nationalsozialismus geschändet und vernichtet. 
Eines der berühmtesten Gräber ist das des Rabbi Abraham Samuel Ben Isaak Bacharach (1575–1615). Er war Oberrabbiner von Worms – der ältesten jüdischen Gemeinde auf deutschem Boden – und kaiserlicher Rabbiner von Deutschland. Nach dem Wormser Judenpogrom floh er 1615 mit seiner Gemeinde nach Gernsheim. Dort verstarb er am 2. Mai 1615 im Alter von erst 40 Jahren und wurde auf dem Alsbacher Friedhof bestattet. Sein hohes Ansehen unter den deutschen Juden führte dazu, dass sich in der Folge Juden aus 14 Synagogengemeinden mit Mitgliedern aus 32 Verwaltungsgemeinden hier in der Nähe des Rabbinergrabes bestatten ließen – von Darmstadt und Pfungstadt im Norden bis Lorsch und Biblis im Südwesten sowie Bensheim und Heppenheim im Süden, von Gernsheim und Groß-Rohrheim im Westen bis Reichenbach im Odenwald im Osten, vor allem aber der nahen Gemeinden Alsbach und Hähnlein, Bickenbach, Zwingenberg, Seeheim und Jugenheim. Erst im Jahr 1741 erhielt die jüdische Gemeinde durch Landgraf Ludwig VIII. (1739–1768) von Hessen-Darmstadt die Erlaubnis, den Friedhof mit einer Mauer zu umgeben, um ihn vor Wildtieren zu schützen.
Beim Novemberpogrom 1938 wurde der Friedhof durch SA-Gefolgsleute aus Alsbach, Bickenbach und Hähnlein geschändet. Zahlreiche Grabsteine wurden zerstört, der Eingang am nördlichen und das Totenhaus am östlichen Rand des Geländes gesprengt. Dabei wurde auch das Friedhofsregister, das alle Begräbnisse der vorherigen 300 Jahre dokumentiert hatte, vernichtet. 
1945 wurde der Friedhof auf Anordnung der US-Besatzungsarmee wiederhergestellt. Lokale Ex-NSDAP-Mitglieder bekamen die Aufgabe, die Grabsteine aufzurichten und die Inschriften zu säubern. Initiator dieses Projekts war ein US-Soldat, der aus Reichenbach im Odenwald nach Amerika emigriert war und dessen Eltern auf dem Friedhof beigesetzt sind. Insbesondere im östlichen, ältesten Teil des Friedhofes waren jedoch viele Grabstätten nicht mehr rekonstruierbar. 
Zum 50-jährigen Gedenktag des Novemberpogroms 1938 wurde der Friedhof im November 1988 auf Initiative u. a. des damaligen Bickenbacher Bürgermeisters Schemel weiter wiederhergerichtet und eine Gedenktafel an der Stelle des zerstörten Taharahauses errichtet. Zum 70-jährigen Gedenktag am 9. November 2008 wurden die Ruinen des gesprengten Taharahauses, die in den letzten Jahren von Sträuchern überwachsen waren, wieder freigelegt und der Schändung des Friedhofs wie der Ortssynagogen der Region, der Zerstörung von Geschäften wie Wohnungen und der Demütigung von jüdischen Mitbürgern an diesem Tag wie auch des jüdischen Lebens in Südhessen vor 1933 in einem ganztägigen Programm mit Führungen, Zeitzeugenberichten und einem Klezmer-Konzert gedacht.